# متهم
المتهم والظنين أو المدافع (Δ في الاختزال القانونية) أي الطرف الذي هو مطلوب للرد على الشكوى من المدعي أو الملاحق في دعوى قضائية مدنية أمام المحكمة ، أو أي طرف من كان توجيه الاتهام إليهم رسميا أو المتهمين بانتهاك التشريع الجنائي. المدعى عليه هو مصطلح يستخدم موازية في دعوى التي بدأت قبل الالتماس.
في القانون الجنائي المتهم هو أي شخص تمت محاكمته وفقا لقوانين المحكمة ينظر اليه كمن ارتكب الجريمة. والمتهم في الدعوى المدنية يقدم عادة مثوله أول مرة أمام المحكمة طوعا ردا على أمر حضور، بينما غالبا ما يؤخذ المدعى عليه في القضايا الجنائية إلى الحجز من قبل الشرطة والمثول أمام المحكمة، بناء على مذكرة توقيف. ومن أفعال وسجل المدعى عليه، واستشارة المحامي، وكما يعرف بالدفاع. من الناحية التاريخية، يمكن أيضا أن المدعى عليه في الدعوى المدنية أن يؤخذ في الاحتجاز بناء على أمر قضائي إلى أن يتم الاستماع إلى الحكم الصادر،. ومع ذلك، فإن المدعى عليه في العصر الحديث عادة ما يكون قادرا على تجنب المثول أمام المحاكم إذ يمثله محام، بينما يلتزم عادة ما يكون المتهم في القضايا الجنائية (خاصة جريمة أو لائحة الاتهام) أو يخرج بكفالة من قبل أن يطلق سراحه من الحجز، ويجب أن يكون حاضرا في كل مرحلة لاحقة من مراحل الإجراءات الموجهة ضده (وهم غالبا ما يكون محاميهم يظهر بدلا منهم وخاصة بالنسبة للحالات البسيطة جدا، مثل المخالفات المرورية في السلطات القضائية التي تعامل معها بوصفها جرائم).
معظم الأحيان وأسريا، والأشخاص الذين متهمين، سواء الأشخاص الطبيعيين (بشر فعلي) ، أو الأشخاص الاعتباريين في إطار افتراض قانوني لعلاج المنظمات والأشخاص الذين، ويعرف هذا الاختصاص بصفة شخصية. بدلا من ذلك، يجوز للمدعى عليه أن يكون الكائن، والذي يعرف باسم اختصاص في العينية، وفي هذه الحالة الكائن نفسه هو موضوع مباشرة للعمل، مع شخص بصورة غير مباشرة فقط تخضع لهذا الإجراء. مثال في حالة عينية هي الولايات المتحدة ضد أربعون برميل والعشرون براميل كوكا كولا (1916)، حيث لم يكن المتهم شركة كوكاكولا نفسها، بل «والأربعون برميل والعشرون براميل من الكوكا كولا». في الممارسة القانونية الحالية للولايات المتحدة، في الدعاوى العينية بشكل رئيسي حالات مصادرة الممتلكات، على أساس القوانين المتعلقة بالمخدرات.